# 上瀑村
上瀑村（かみたきむら）は、千葉県夷隅郡にあった村。
1954年10月5日に老川村、西畑村、総元村、旧・大多喜町と合併し大多喜町が誕生したため消滅した。

## 地理
- 現・大多喜町の最北東部に位置する。
- 村は夷隅川の北岸に位置する。
- 村域は房総丘陵に位置し、山がちな地形が多い。

## 歴史
- 1889年（明治22年）4月1日 - 町村制施行に伴い横山村，小土呂村，下大多喜村が合併して夷隅郡上瀑村が誕生する。
- 1954年（昭和29年）10月5日 - 上瀑村は旧・大多喜町、老川村、西畑村、上瀑村とともに合併し大多喜町が発足。上瀑村は消滅。

変遷表
| 1868年 以前 | 1868年 以前 | 明治22年 4月1日 | 昭和29年 10月5日 | 現在     |
| ----------- | ----------- | --------------- | ---------------- | -------- |
|             | 下大多喜村  | 上瀑村          | 大多喜町         | 大多喜町 |
|             | 小土呂村    | 上瀑村          | 大多喜町         | 大多喜町 |
|             | 横山村      | 上瀑村          | 大多喜町         | 大多喜町 |

## 人口・世帯

### 人口
総数 [単位： 人]
| 1891年（明治24年） | 2,361 |
| 1917年（大正 6年） | 2,674 |
| 1954年（昭和29年） | 2,675 |

### 世帯
総数 [単位： 世帯]
| 1954年（昭和29年） | 494 |

## 行政
在職者名、議会議員数は1954年10月5日当時のもの。
- 村長 : 塩田茂彊
- 助役 : 野口規矩雄
- 収入役 : 水野新
- 議会議員数 : 12名